# Siebenmühlentalbahn
De Siebenmühlentalbahn,  Schönbuchbahn of Landschaftsbahn (soms ook Reichenbachbahn) is een voormalige spoorlijn van Leinfelden via Musberg naar Waldenbuch, ten zuiden van Stuttgart in het zuidwesten van Duitsland. Deze lijn, die grotendeels het Siebenmühlental (het dal van de Reichenbach) volgt, werd gebruikt van 22 juni 1928 tot en met 22 mei 1955 voor personenvervoer en tot juli 1955 voor goederenverkeer. De lengte van het tracé was 11,7 km, uitgevoerd in normaalspoor. In het Siebenmühlental waren er haltes bij Steinenbronn, de Schlösslesmühle, de Kochenmühle en bij de Burkhardtsmühle. De overige stations waren bij Musberg en Glashütte. De aanduiding Schönbuchbahn is overigens misleidend want gewoonlijk wordt daarmee de oudere lijn van Böblingen naar Dettenhausen bedoeld.

## Voorgeschiedenis
Al in het begin van de twintigste eeuw was de aansluiting van Waldenbuch op het spoor naar Stuttgart een lokale wens. Een directe verbinding van Tübingen via Schönbuch naar Stuttgart leek nog aantrekkelijker. Al sinds honderden jaren kruiste de “Stuttgarter Strasse”, de oude B27, tegenwoordig met L1208 aangeduid, van Stuttgart via Echterdingen, Waldenbuch en Tübingen, het Siebenmühlental bij de Seebruckenmühle. Toen de treinverbinding tussen Stuttgart en Tübingen via het dal van de Neckar geopend werd ging het goederenvervoer al snel via het spoor. De economische betekenis van dat verkeer rond het Siebenmühlental nam daardoor sterk af. Toen in 1888 de Filderbahn tot Möhringen en Hohenheim werd aangelegd hoopten velen dat de lijn in 1897 doorgetrokken zou worden via Echterdingen en Waldenbuch naar Tübingen. In plaats daarvan werd de lijn verlengd tot Neuhausen. 
In het begin van de 20e eeuw kwam er naast de Neckardalroute ook de Schönbuchroute, die wel 24 km korter was, maar veel meer reliëf kent. De uiteindelijke tijdwinst bleek slechts negen minuten te zijn, ook vanwege het feit dat er langs de Neckar een sneltrein reed.
In 1910 werd een directe verbinding tussen Waldenbuch en Stuttgart een voor die tijd geheel nieuw vervoermiddel ingezet: de lijnbus. Het succes was zo groot dat de lijn al binnen een jaar werd doorgetrokken naar Tübingen. 
Ondertussen bleef de stad Waldenbuch na de Eerste Wereldoorlog plannen maken voor een directe treinverbinding met Stuttgart. De Deutsche Reichsbahn had inmiddels de particuliere Filderbahn gekocht en bouwde een spoorverbinding tussen Leinfelden en Vaihingen. Bij Leinfelden zou een centraal station worden aangelegd, waar een aftakking naar Waldenbuch zou komen. Met dit plan konden alle partijen verder en daar is de basis gelegd voor de Siebenmühlentalbahn.

## Aanleg

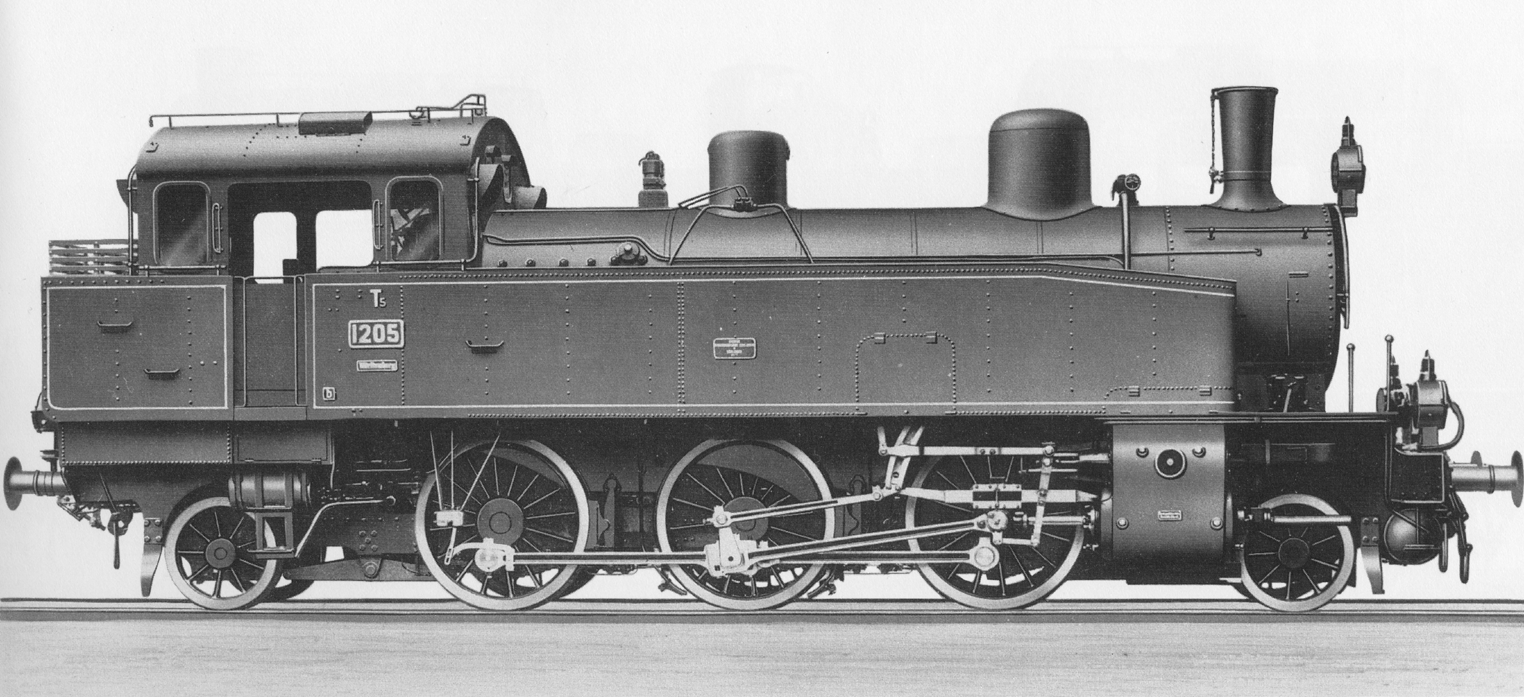
De Württembergse T 5 stoomlokomotief

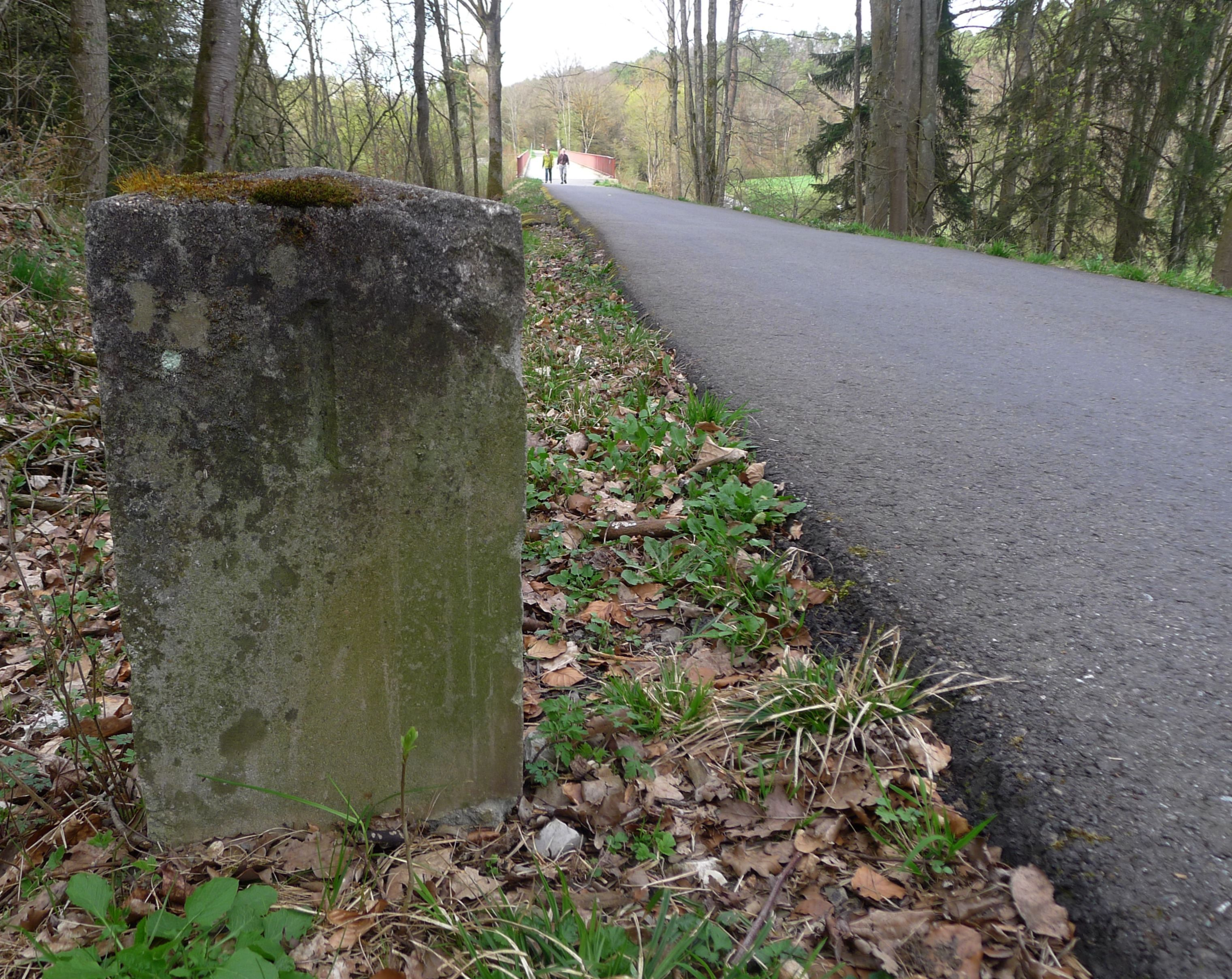
Kilometersteen 1 aan de Bundeswanderweg nabij de Mäulesmühle

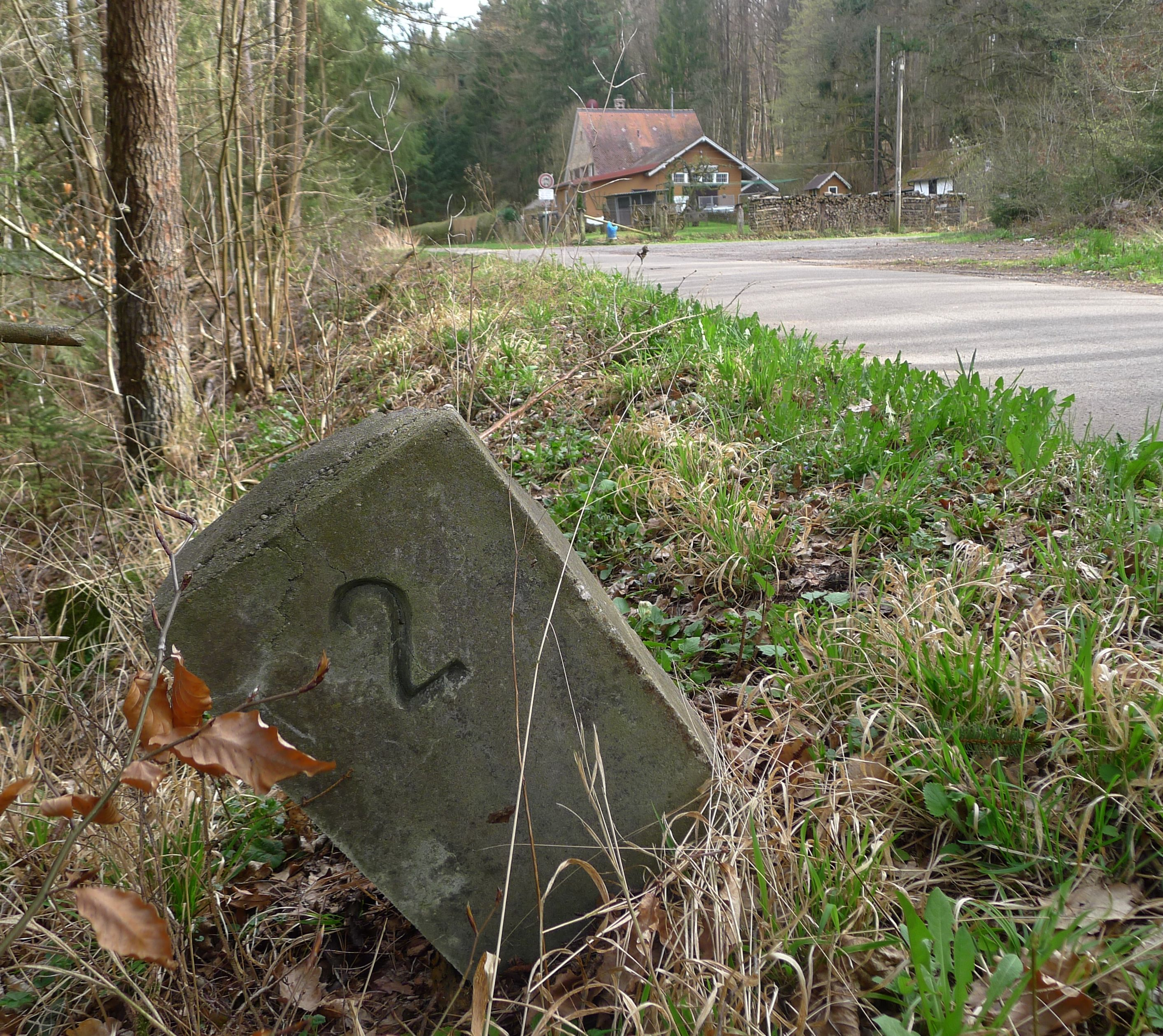
Kilometersteen 2 met het station van Steinenbronn op de achtergrond

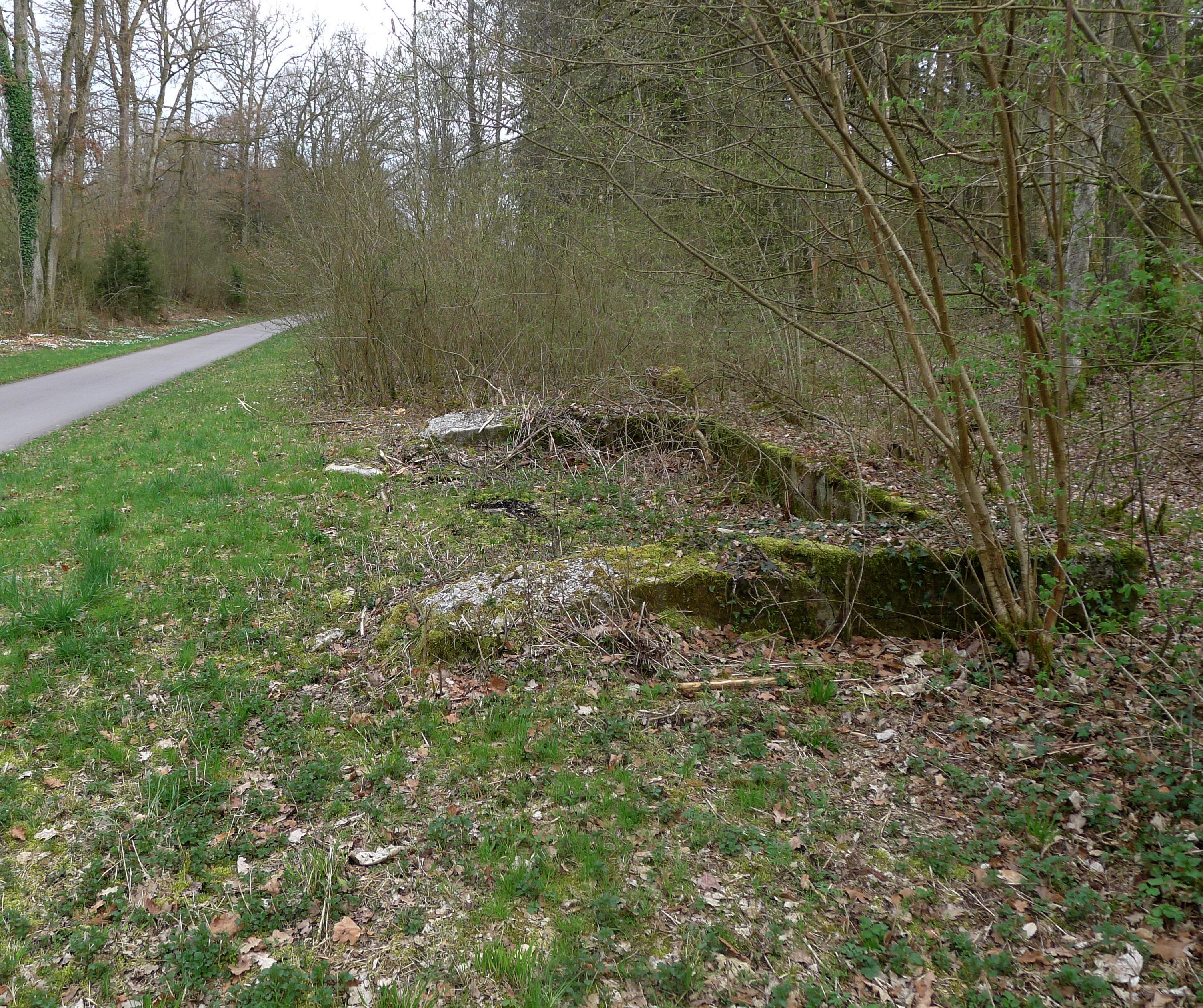
De restanten van het wachthuisje bij de Schlösslesmühle

De voorbereidingen voor de aanleg zijn begonnen in het voorjaar van 1919. In mei 1920 ging de eerste schop de grond in. Op 23 november 1922 verongelukte spoorarbeider Gottlob Stäbler uit Musberg bij de werkzaamheden in de buurt van de Eselsmühle. De aanleg bood diverse grote uitdagingen, zo is de ondergrond uit knollenmergel vrij onstabiel. Ook moesten op een relatief korte afstand drie flinke viaducten worden gebouwd, die een voor die tijd grote technische prestatie zouden vereisen. Tussen 1921 en 1922 lagen de werkzaamheden door geldgebrek meer dan een jaar stil. Ook na de inflatie van 1923 werden de werkzaamheden vanaf oktober 1923 stilgelegd wegens een tekort aan financiën. Het spoor was toen al voor driekwart af. Doordat burgemeester Fischer van Waldenbuch samen met een regeringsdelegatie van Württemberg in Berlijn de directie van de Reichsbahn aanboden om hen een bouwkrediet te verlenen en dat de gemeenten Steinenbronn, Musberg en Neuenhaus bij zouden dragen aan de bouwkosten, kon uiteindelijk de bouw doorgaan. In de zomer van 1926 werden de werkzaamheden hervat. In het voorjaar van 1928 was de spoorlijn gereed. De kosten van het hele project waren 1,65 miljoen Reichsmark. Het spoor werd in gebruik genomen voor personenvervoer op 22 juni 1928, als een van de laatste nieuwe lijnen in het Duitse Rijk.
Bij de opening van de Siebenmühlentalbahn waren de Reichsbahnpresident Sigel uit Berlijn en de Württembergse ministers van Justitie Beyerle en van Financiën Dehlinger aanwezig. Zij reden het traject met een feestelijk versierde trein. Voor de stad Waldenbuch en de gemeenten Steinenbronn en Musberg kwam een lang gekoesterde wens uit om een verkeersaansluiting met Stuttgart te hebben. Het merendeel van de reizigers waren de forenzen uit Waldenbuch, Steinenbronn en Musberg, die in Stuttgart werkten.

## Verloop van het spoor
Het begin van het spoortracé was het station van Leinfelden, dat tegenwoordig opgenomen in het tramnet van Stuttgart. Maar vroeger fungeerde het als knooppunt tussen de sporen van de Reichsbahn en de Filderbahn. Het verloop ging in westelijke richting naar Musberg waarbij twee overwegen gekruist werden, in de Echterdingerstrasse en iets later de Musbergerstrasse. Direct na station Musberg werd de Filderstrasse gekruist. Hierna bereikte de trein het Siebenmühlental, dat tot het einde werd gevolgd. 
Op een afstand van ongeveer 500 meter na Musberg werd het eerste viaduct bereikt over de Reichenbach, een zijrivier van de Aich. Hier vlakbij is de Mäulesmühle gelegen. Driehonderd meter verder ligt het tweede viaduct, over de Eschbach, en nogmaals 300 meter verder is bij de Seebruckenmühle het derde viaduct, over de Stuttgarter Strasse, vroeger Bundesstrasse 27, maar tegenwoordig Landesstrasse 1208, en over de Kesselbach. Station Steinenbronn bevond zich bij kilometerpaal 3,7, midden in het bos. Hier bevond zich ook een zijspoor waar vracht verladen kon worden. Hemelsbreed was het centrum ongeveer 500 meter verderop, maar via de weg was de afstand rond de 2 kilometer, een reden waarom er niet veel voordeel viel te behalen voor deze vrachtroute. Bij km 5,4 was halte Schlösslesmühle en vlak daarvoor bevond zich de overgang van de Alte Poststrasse ook wel de Alte Schweizer Strasse genoemd. De volgende stations waren bij km 7,1 de Kochenmühle en bij km 9,6 de Burkhardtsmühle. Hier eindigt het Siebenmühlental en boog het spoor naar het westen via het dal van de rivier de Aich. Na 900 meter werd het een-na-laatste station, Glashütte bereikt. Na 200 meter volgde een brug over de Gemeindestrasse richting Waldenbuch en bij km 11,7 was het eindpunt, station Waldenbuch. Hier was een uitgebreid emplacement en een kleine lokomotievenhal.

## Effecten
De economische effecten waren duidelijk waar te nemen, chocoladefabriek Ritter begon in 1930 met zijn productie in Waldenbuch en de zonweringsfabriek MHZ Hachtel in Musberg. De beide houtzagerijen van de Burkhardtsmühle en de Untere Kleinmichelesmühle profiteerden ook van de treindienst. Toch bleef de door de regionale politiek zo gehoopte uitbreiding van de industrie uit.
Voor het toerisme betekende de treinverbinding een duidelijke verbetering en in een folder van de stad Waldenbuch stond dan ook wervend dat het spoortracé “een van de mooiste landschapstrajecten van Württemberg” was. Het openluchtzwembad Plattenharder Freibad, dat in 1930 ten noordoosten van de Burkhardtsmühle, langs de weg naar Plattenhardt (nu L1209)  werd geopend, betekende een mooi eindpunt van wandelingen door het dal, omdat men zich daar ontspannen en verfrissen kon.
Deze lijn werd uitsluitend met stoomlokomotieven van het type Württembergse T 5 gereden. In deze treinen waren alleen zitplaatsen van de derde klasse. Opvallend waren de relatief grote afstanden tussen de stations en de stadsdelen waar ze bij hoorden. Alleen bij het eindpunt Waldenbuch was deze afstand beperkt. Het is om deze reden dat de resultaten bij personen- en vrachtverkeer achterbleven bij de verwachtingen.
Aanvankelijk was de verbinding succesvol en maakten er voldoende reizigers gebruik van de treinen. De groeiende concurrentie van de lijnbussen werd al wel voelbaar. Zo reed er al sinds 1911 een busdienst tussen Degerloch en Tübingen. De houtzagerijen en korenmolens in het Siebenmühlental konden eigen vrachtwagens aanschaffen. Maar tijdens de Tweede Wereldoorlog was de met kolen gestookte stoomlocomotief in het voordeel bij de lijnbussen op benzine, die door brandstoftekorten uitvielen of helemaal niet meer reden.
Na de oorlog draaide de situatie weer om. De lijnbussen gingen weer rijden. In de jaren 50 reden er per dag wel 20 paar lijnbussen parallel aan het spoor. Ze reden niet zelden sneller dan de logge stoomtrein. Bovendien waren de bushaltes vaak beter gelegen in de dorpen en steden dan de stations. In Musberg en Steinenbronn hadden de gemeentebesturen vergeefs op een locatie dichter bij het centrum aangestuurd. Maar ook een toename van postvrachtwagens vormde een steeds verder groeiende concurrentie voor het spoor.

## Beëindiging
In 1954 besloot de directie van de Deutsche Bundesbahn in Stuttgart het personenvervoer op de Siebenmühlentalbahn te beëindigen. In mei 1954 werd bij het verschijnen van de nieuwe dienstregeling duidelijk dat de diensten sterk ingeperkt werden. Alleen een tweetal stoomlocs werden voor de ritten gereserveerd. Uiteindelijk werd op 22 mei 1955 het personenvervoer over het spoor helemaal beëindigd. Het was een van de eerste personentreindiensten in de Bondsrepubliek die werd opgeheven. De hoop bestond om het goederenvervoer nog door te laten gaan. Maar door zware regenval was de spoordam tussen de Burkhardtsmühe en Waldenbuch flink beschadigd. De Bundesbahn wilde de hoge reparatiekosten niet dragen. In juli 1955 werd daarom dan ook het goederenverkeer beëindigd. Maar pas op 1 oktober 1956 werd officieel de vergunning ingetrokken. Op 25 juli 1957 werd begonnen met de afbraak van het spoor en de stationsgebouwen tussen Waldenbuch en Musberg. Een kort resterend stuk tussen Vaihingen en station Musberg bleef tot eind 1971 voor goederenverkeer in gebruik, maar alleen voor enkele noodzakelijke ritten. Dat stuk is in 1972 verwijderd. Overigens werd slechts een paar maanden na het beëindigen van het personenverkeer op deze lijn ook dat op de Filderbahn tot Neuhausen gestopt.
Protesten uit de bevolking bleven beperkt tot een enkele ingezonden brief, waarin teleurgesteld werd vastgesteld “dat de Bundesbahn geen werkelijke moeite deed het prachtige spoor door het Siebenmühlental te behouden. Andere treinverbindingen leveren winst op, waarom mag een traject dat voor het volk, de economie en de gemeente veel betekent niet wat minder opleveren?”

## Bondswandelpad
In 1960 werd begonnen om op de spoorbasis een fiets- en wandelpad aan te leggen. In dit pad bevindt zich nauwelijks reliëf (minder dan 80 meter over de totale afstand van ruim 10 km) waardoor het erg aantrekkelijk bleek voor de doelgroep. Het pad bleef eigendom van de spoorwegen, die in Duitsland eigendom van de staat zijn, en daarom wordt het Bundeswanderweg (Bondswandelpad) genoemd, als een van de eerste "Bahntrassenradwege", een in Duitsland nog steeds een vrij ongewoon begrip. Het stuk wandelpad is opgenomen in een Europese lange-afstands-wandelroute.
Tussen Musberg en Steinenbronn zijn twee behouden gebleven kilometerstenen verplaatst naar de toepasselijke afstanden langs het Bondswandelpad, dat begint kort na station Musberg. De steen met km 1 staat nu vlak na het viaduct bij de Mäulesmühle, km 2 vlak voor het station van Steinenbronn, te zien links-voor op de foto's. Daar is tevens een stuk perronrand blijven staan en het is, samen met het stationsgebouw van Musberg, eveneens behouden gebleven. In beide plaatsen herinneren straatnamen aan het voormalige spoor, Am Bahnhof in Steinenbronn en Bahnhofstrasse, tevens de naam van een daar gelegen industriegebied, in Waldenbuch. Verder zijn de vijf bruggen nu in gebruik voor het wandelpad. Tot slot zijn bij de voormalige haltes Schlößlesmühle, Kochenmühle en Glashütte nog de betonnen grondplaten en kniehoge muurranden van de voormalige houten wachthuisjes te zien, hoewel ze sterk overwoekerd kunnen zijn. Bij de eerste twee haltes zijn de ophogingen van de perrons nog te herkennen.
Veel andere stukken van het spoortracé zijn eveneens grotendeels intact gebleven. In Leinfelden, voert het vanaf de Neuer Markt naar de Peter und Paulkirche, een verhard voetpad langs de Kirchstrasse door een langgerekt park dat nu door een tunneltje onder de Schönbuchstrasse voert, aan de overzijde van de Musbergerstrasse de Weilerwaldstrasse volgt en daarna links een verhard pad dat naar Musberg voert, langs de Bunsenstrasse naar voormalig station Musberg en de Filderstrasse. Maar aan de zuidkant, voorbij Glashütte tot aan de voormalige aansluiting met de Filderbahn, herinnert naast de Bahnhofstrasse vrijwel niets meer aan de spoorlijn. Er is veel industrie en andere bebouwing op die plaatsen gekomen.

## Langs het traject

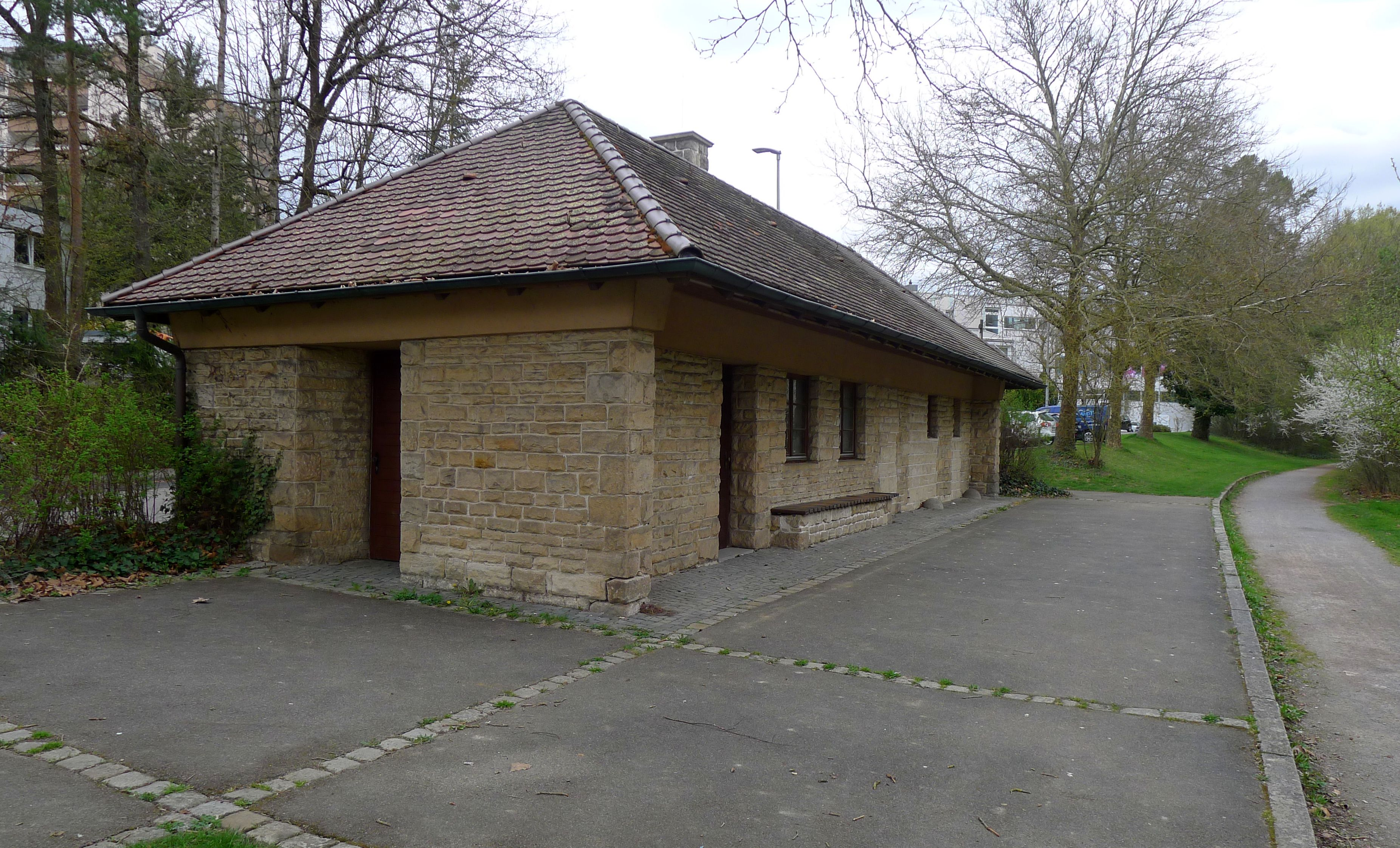
Het voormalige station van Musberg
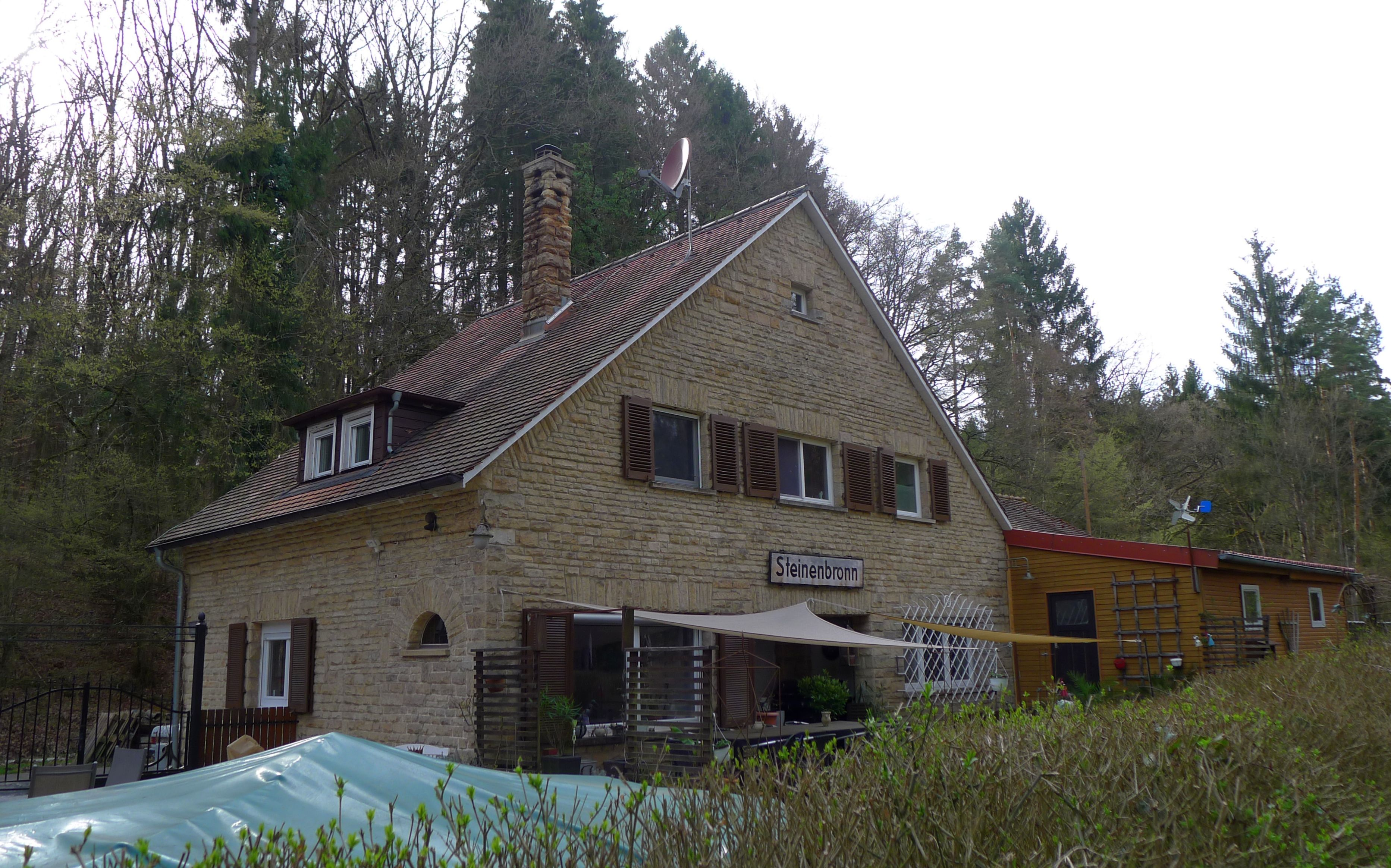
Het voormalige station van Steinenbronn
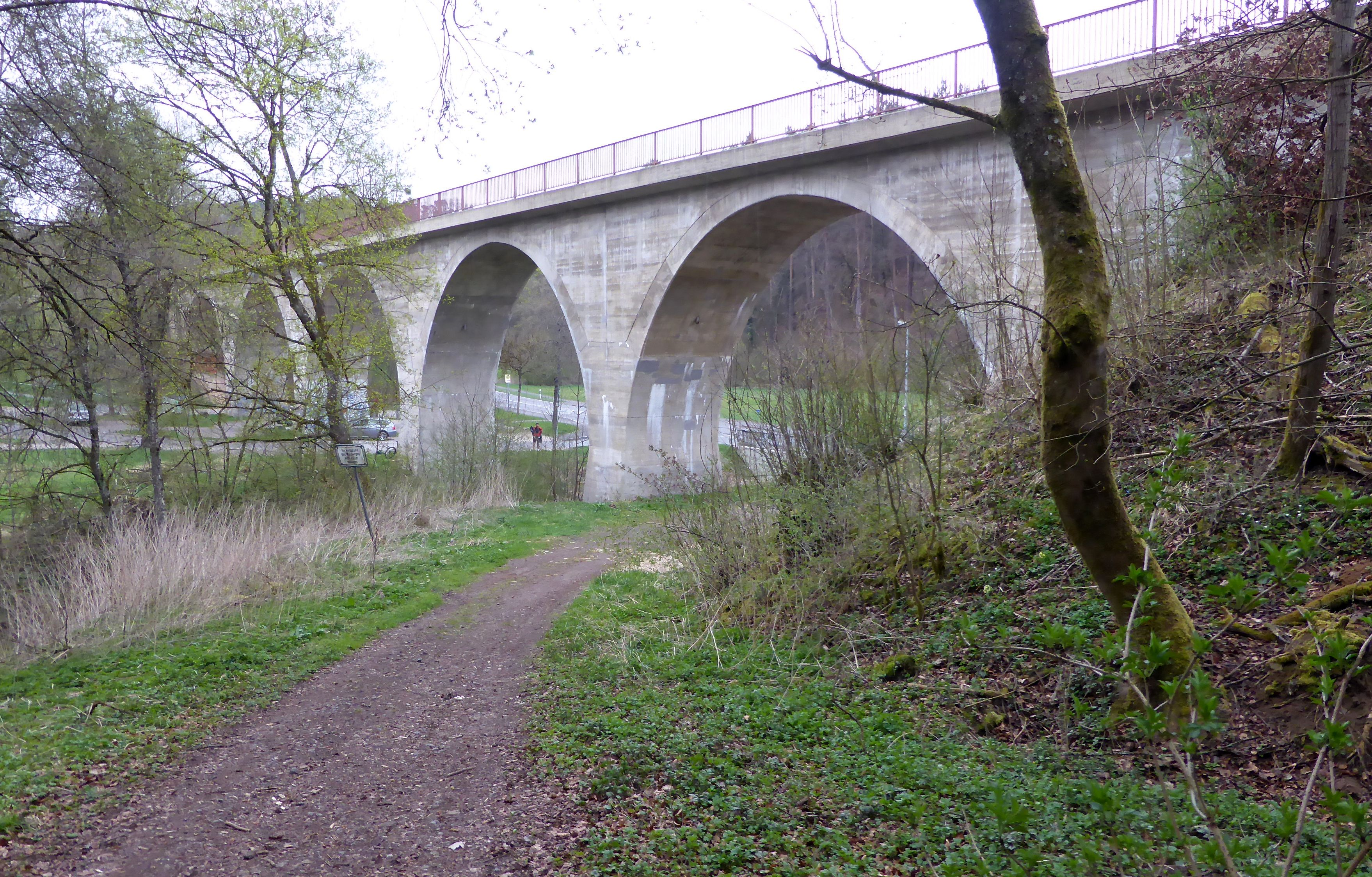
De brug bij de Mäulesmühle
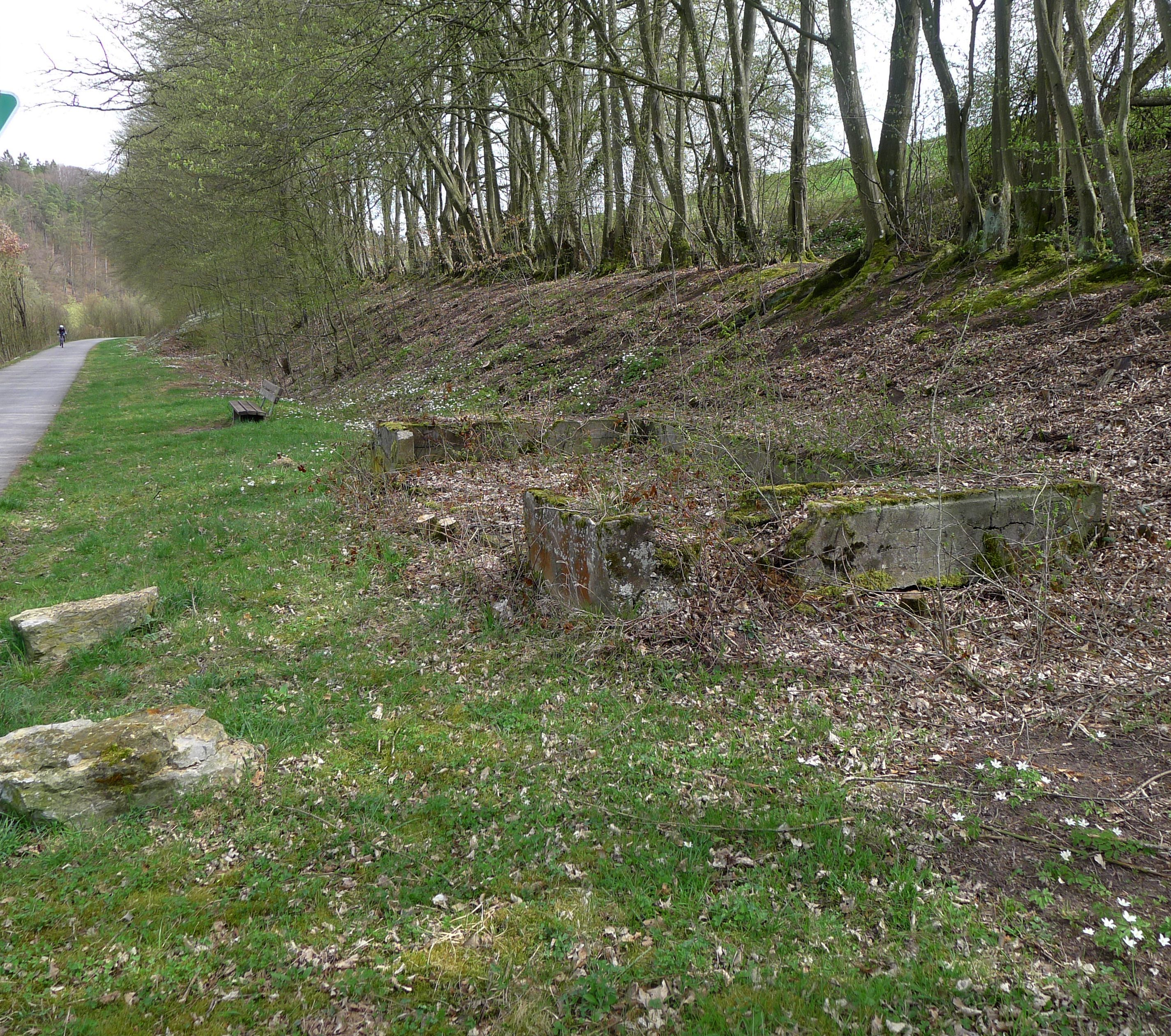
De restanten van het wachthuisje bij Glashütte
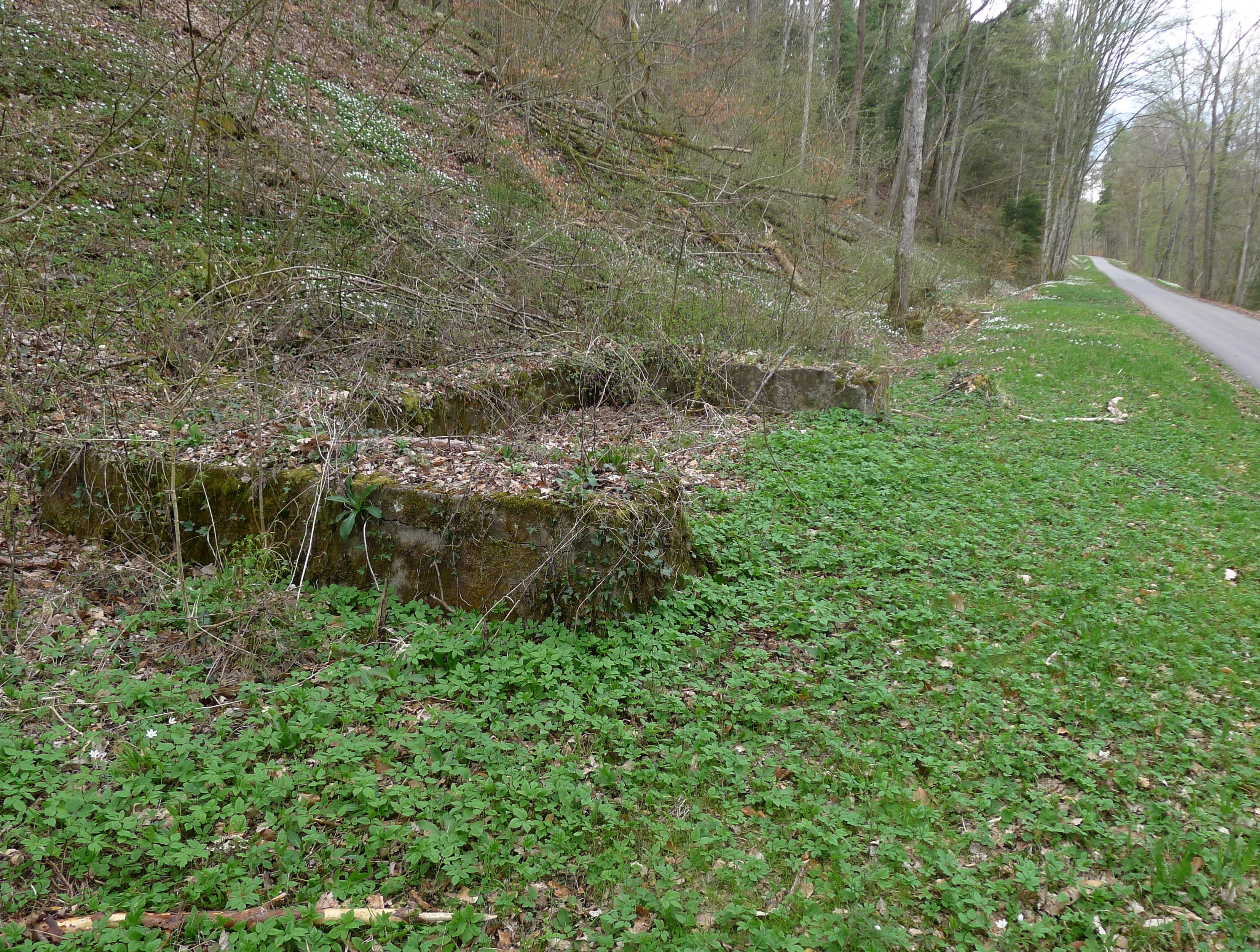
en bij de Kochenmühle
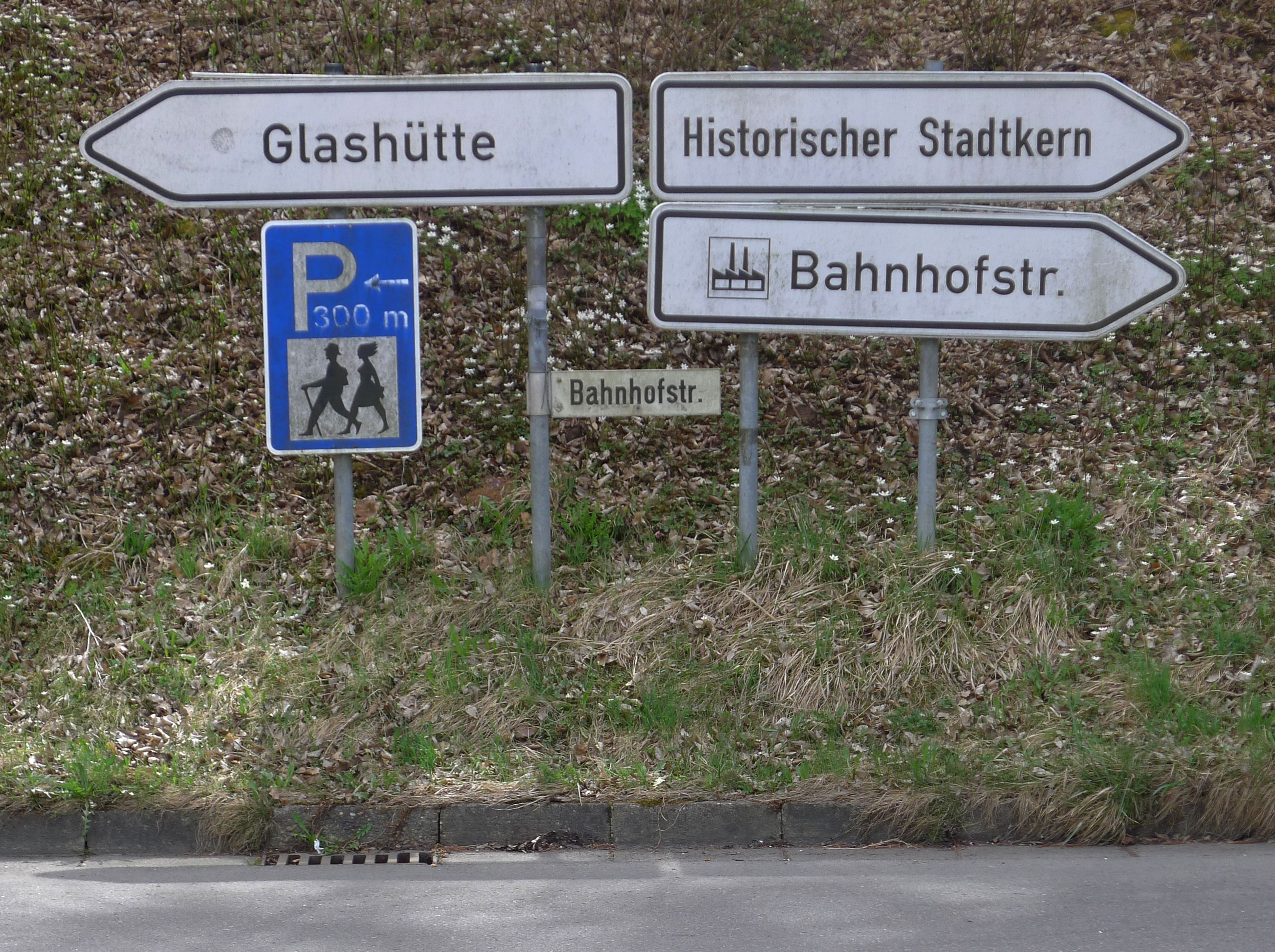
De naam Bahnhof-strasse in Waldenbuch

## Externe adressen
- Beschrijving van de tegenwoordige situatie van het voormalige spoor (D)
- Historische foto’s van de Siebenmühlentalbahn
- Foto van de toepasselijke bladzij uit het spoorboekje van 1944
- Beschrijving van het huidige Bondswandelpad, met afbeeldingen
- Fotoverslag van de huidige toestand van de Siebenmühlentalbahn